# Màxim I de Constantinoble
|  | Per a altres significats, vegeu «Màxim I de Jerusalem». |

Màxim I de Constantinoble (grec antic: Μάξιμος, llatí: Maximus), conegut també com a Màxim Alexandrí i Màxim el Cínic (grec antic: Μάξιμος ὁ Κυνικὸς) va ser un filòsof cínic grec natural d'Alexandria que va viure a la segona part del segle iv.
Va ser perseguit per la seva religió (tal vegada pagana, o bé ariana). Després, va ser fidel a l'ortodòxia i va escriure un llibre en defensa seva. L'any 374 sota l'emperador Valent, l'arià Luci patriarca d'Alexandria va perseguir els ortodoxos, i el va desterrar a un oasi. Va ser alliberat quatre anys més tard, segurament a la mort de Valent, l'any 378. Llavors va anar a Milà, on va presentar a Flavi Gracià la seva obra Περὶ τῆς πίστεως, De Fidie contra els arrians.
Va visitar Constantinoble, on Gregori de Nazianz havia estat nomenat patriarca el 379. Del perquè es va produir la usurpació de Màxim no se sap ben bé tot, però amb el suport d'alguns eclesiàstics egipcis enviats per Pere II d'Alexandria, el dissabte Sant de 379, una turba d'arians va irrompre a la seva església durant el culte, varen ferir Gregori i mataren un altre bisbe. Màxim va intentar apoderar-se de la posició de Gregori i fer-se ordenar bisbe de Constantinoble. Gregori, commocionat, va decidir renunciar al seu càrrec, però la facció fidel a ell el va induir a quedar-se i expulsar a Màxim. i Màxim va demanar ajut a l'emperador però va haver de tornar a Alexandria on aviat va acabar expulsat pel mateix Pere, que li havia donat suport en la usurpació.
A Constantinoble Nectari havia assolit el patriarcat al lloc de Gregori (381) i va convocar un concili general a Constantinoble que va declarar nul·la l'elecció de Màxim i es van revertir els nomenaments de preveres que havia fet. Va cercar el suport dels bisbes italians, però no se'n va sortir. Va morir en l'obscuritat.